# سو هندریکسون

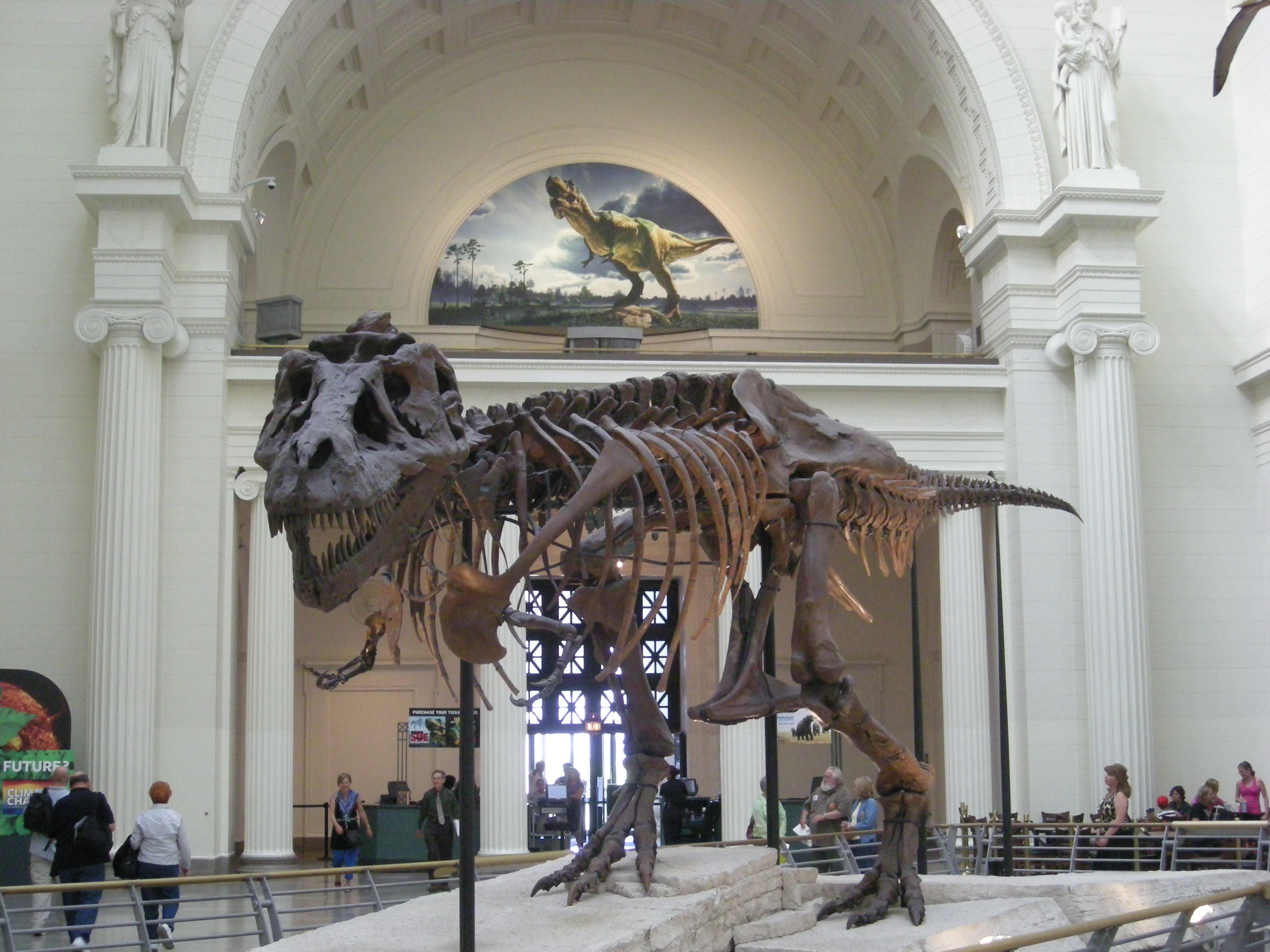
تی‌رِکس «سو» در موزه تاریخ طبیعی فیلد.

 سوزان هندریکسون (انگلیسی: Sue Hendrickson؛ زادهٔ ۲ دسامبر ۱۹۴۹) یک دیرین‌شناس آماتور و باستان‌شناس اهل ایالات متحده آمریکا است. او در ۱۲ اوت ۱۹۹۰ میلادی، سه استخوان فسیل‌شده را که بزرگ‌ترین ، قدیمی‌ترین و کامل‌ترین تی‌رِکس تاکنون کشف‌شده در جهان است را در نزدیکی Faith در داکوتای جنوبی کشف کرد.
امروزه آن تی‌رِکس که به افتخار وی بنام «سو» مشهور شد، در موزه تاریخ طبیعی فیلد در شیکاگو نگه‌داری می‌شود.